# Amt Schöppingen
Das Amt Schöppingen war ein Amt im Kreis Ahaus in Nordrhein-Westfalen. Im Rahmen der nordrhein-westfälischen Gebietsreform wurde das Amt zum 1. Juli 1969 aufgelöst. 

## Geschichte
Im Rahmen der Einführung der Landgemeindeordnung für die Provinz Westfalen wurde 1844 im Kreis Ahaus die Landbürgermeisterei Schöppingen in das Amt Schöppingen überführt. Dem Amt gehörten die Landgemeinden Wigbold Schöppingen, Kirchspiel Schöppingen und Eggerode an.
Durch das Gesetz über den Zusammenschluß der Gemeinden des Amtes Schöppingen, Landkreis Ahaus wurde das Amt Schöppingen zum 1. Juli 1969 aufgelöst. Seine drei Gemeinden Wigbold Schöppingen, Kirchspiel Schöppingen und Eggerode wurden zu einer neuen Gemeinde Schöppingen zusammengeschlossen, die auch Rechtsnachfolgerin des Amtes ist. Seit 1975 gehört Schöppingen zum Kreis Borken.

## Einwohnerentwicklung
| Jahr | Einwohner | Quelle |
| ---- | --------- | ------ |
| 1858 | 3623      | [ 3 ]  |
| 1871 | 3413      | [ 4 ]  |
| 1885 | 3302      | [ 5 ]  |
| 1910 | 3236      | [ 6 ]  |
| 1939 | 3452      | [ 7 ]  |
| 1950 | 4523      | [ 8 ]  |
| 1969 | 4425      | [ 8 ]  |